# Danh sách vụ lật đổ chính quyền được Mỹ ủng hộ
Từ khi bắt đầu chiến tranh lạnh, chính quyền Mỹ đã nhiều lần thông qua CIA để giật dây các lực lượng bất đồng chính kiến, hỗ trợ tiền của, vũ khí nhằm giúp các lực lượng này lật đổ các chính quyền không thân Mỹ. Danh sách các vụ lật đổ gồm:

## Syria 1949
Năm 1946, Syria giành độc lập và trở thành nước cộng hòa. Tháng 3 năm 1949, tham mưu trưởng quân đội Husni al Zaim làm đảo chính, xóa bỏ chính phủ dân sự. Vài tháng trước đảo chính, Zaim đã gặp CIA ít nhất sáu lần để thảo luận kế hoạch giành chính quyền. Zaim yêu cầu Mỹ cung cấp tiền của và nhân lực. Đảo chính thành công, Zaim lên nắm quyền và thông qua một loạt quyết định có lợi cho Mỹ. Ông ta duyệt dự án Đường ống dẫn dầu liên Arabia (TAPLINE) của Mỹ được thiết kế để chuyển dầu từ Saudi Arabia đến các cảng ở Địa Trung Hải. Việc triển khai dự án bị hoãn do vướng mắc trong thỏa thuận Mỹ - Syria. Zaim cũng cải thiện quan hệ với hai đồng minh thân cận của Mỹ tại khu vực là Israel và Thổ Nhĩ Kỳ. Ông ta ký hiệp ước 1949 với Israel, kết thúc chiến tranh Arab - Israel, đồng thời tái tuyên bố chủ quyền lãnh thổ đối với tỉnh Hatay đang tranh chấp với Thổ Nhĩ Kỳ. Zaim cũng thẳng tay đàn áp phong trào cộng sản Syria. Tháng 8 năm 1949, chính quyền Zaim bị lật đổ.

## Guatemala 1954
Cách mạng Guatemala 1944 - 1954 đã lật đổ chế độ độc tài tay sai Mỹ Jorge Ubico, lập ra chính quyền cộng hòa dân chủ. Nhà nước Guatemala bắt đầu chương trình cải cách ruộng đất, lấy đất của điền chủ tay sai chia cho dân nghèo. Chương trình cải cách ruộng đất là mối lo ngại của công ty Mỹ United Fruit. Công ty này đút tiền cho chính phủ Mỹ, nhờ chính phủ Mỹ can thiệp. Nhiệm vụ được giao cho CIA. Mục tiêu là lật đổ chính quyền dân chủ Jacobo Árbenz và thiết lập chế độ độc tài quân sự tay sai Carlos Castillo Armas. Kết quả là một cuộc chiến tranh kéo dài 10 năm với khoảng 200 000 người chết, phần nhiều bị giết hại bởi lực lượng do Mỹ chống lưng.

## Tây Tạng 1955
CIA đã tài trợ, huấn luyện và vũ trang cho các lực lượng chống cộng Tây Tạng chống lại chính quyền Trung Quốc. Kết quả, Chương trình Tây Tạng của CIA đã thất bại thảm hại.] Theo Dalai Lama 14, CIA hỗ trợ phong trào giành độc lập cho Tây Tạng "không phải vì họ quan tâm đến nền độc lập Tây Tạng mà vì nỗ lực toàn cầu nhằm tiêu diệt mọi chính quyền cộng sản". Chi phí Chương trình Tây Tạng gồm:
- Phí sinh hoạt của Dalai Lama: 180 000 đô.
- Phí duy trì căn cứ Tây Tạng ở Nepal: 500 000 đô.
- Phí khác: 1 060 000 đô.
- Tổng: 1 730 000 đô.

## Indonesia 1958
Năm 1956, chính quyền độc tài Sukarno đối mặt khủng hoảng chính trị - quân sự. Một loạt thủ lĩnh địa phương đòi quyền tự trị. Sau khi hòa giải không thành, Sukarno quyết định tiêu diệt các thủ lĩnh chống đối. Tháng 2 năm 1958, các thủ lĩnh Trung Sumatera (đại tá Ahmad Hussein) và Bắc Sulawesi (đại tá Ventje Sumual) tuyên bố thành lập phong trào Permesta và Chính phủ Cách mạng Cộng hòa Indonesia. Mục tiêu là lật đổ Sukarno. Cùng tham gia là các chính trị gia thuộc đảng Masyumi vốn có thâm thù với đảng Cộng sản Indonesia. Do có khuynh hướng chống cộng, phong trào được CIA tài trợ vũ khí, tiền của. Việc tài trợ chỉ dừng vào tháng 4 năm 1958 sau vụ phi công Mỹ Allen Lawrence Pope bị bắn rơi khi đang thả bom vùng Ambon do chính phủ kiểm soát. Để đáp trả, chính phủ Sukarno cho không quân và hải quân càn quét hai vùng Padang và Manado do phong trào kiểm soát. Cuối năm 1958, phong trào chịu thất bại quân sự toàn diện. Tháng 8 năm 1961, những cánh quân cuối cùng của phong trào ra hàng chính phủ. Để làm hòa, tổng thống Kennedy mời tổng thống Sukarno đến thăm Washington và cấp cho Indonesia hàng tỷ đô tiền hỗ trợ dân sự và quân sự.

## Cuba 1959
Hai chính quyền Eisenhower và Kennedy đã thông qua chương trình của CIA nhằm huấn luyện lực lượng lưu vong chống cộng người Cuba. Mục tiêu là xâm nhập lãnh thổ Cuba và lật đổ chính quyền Fidel Castro. Mỹ ra sức tuyên truyền mô tả chính quyền Castro là độc tài phi dân chủ. Kế hoạch gốc vạch ra thời Eisenhower, đến thời Kennedy bị thu nhỏ quy mô do thiếu ngân sách. Kế hoạch cuối cùng được Nhà trắng duyệt là chiến dịch Bay of Pigs. Sau thất bại thảm hại của chiến dịch Bay of Pigs, CIA tiếp tục chương trình ám sát Fidel Castro đồng thời khởi động chiến dịch Mongoose.

## Cộng hòa dân chủ Congo 1960
Năm 1960, CHDC Congo tuyên bố độc lập với Bỉ. Patrice Lumumba trở thành thủ tướng đầu tiên của CHDC Congo. [31] Tuy vậy, không lâu sau, chiến sự lại nổ ra. Hai vùng Katanga và Nam Kasai tuyên bố ly khai. Lumumba nhờ Liên Xô giúp. Lo sợ cộng sản kiểm soát CHDC Congo, Dwight Eisenhower lệnh cho CIA ám sát Lumumba. Tuy nhiên kế hoạch không được thực hiện.
Năm 1964, lực lượng Simba (tiếng Swahili nghĩa là sư tử) theo tư tưởng Mao tham chiến. Năm 1965, Che Guevara đến Congo làm cố vấn cho Simba. Ngày 24 tháng 4 năm 1965, Che cùng phó chỉ huy Victor Dreke và 12 lính Cuba đặt chân lên lãnh thổ Congo. Không lâu sau, khoảng 100 lính Cuba gốc Phi cũng gia nhập. Lãnh đạo Simba là Laurent-Désiré Kabila, người này từng giúp Lumumba làm cách mạng. Lính đánh thuê Nam Phi da trắng do Mike Hoare chỉ huy cùng lính Cuba lưu vong và CIA phối hợp với Quân đội Quốc gia Congo dồn Che vào vùng núi gần làng Fizi cạnh hồ Tanganyika. Liên quân chặn được đường dây liên lạc của Che, nhờ đó biết được các vị trí tấn công và tuyến hậu cần. Che dự định giữ bí mật các hoạt động ở Congo nhưng CIA đã dò ra được. CIA cũng cung cấp thông tin giúp quân đội Mỹ và Bỉ giải cứu tù nhân gốc Âu bị giam giữ bởi Simba.
Ngày 25 tháng 11 năm 1965, năm ngày sau khi Che rời Congo, Joseph Mobutu, được các nước phương tây hậu thuẫn, lên nắm quyền..

## Cộng hòa Dominica 1961
Ngày 30 tháng 5 năm 1961, CIA hậu thuẫn lực lượng chống đối lật đổ tổng thống CH Dominica Rafael Trujillo. [38] Mỹ mô tả Trujillo là một trong những độc tài xấu xa nhất châu Mỹ. Trong báo cáo gửi bộ trưởng bộ Tư pháp Mỹ, CIA tuyên bố cục không tham gia vụ ám sát và chỉ có liên hệ nhỏ với nhóm ám sát. [39] Tuy nhiên trưởng thanh tra bộ Tư pháp lại cho rằng: "(CIA) có liên hệ chặt chẽ với nhóm ám sát". [40]

## Việt Nam Cộng hòa 1963
CIA hậu thuẫn cuộc Đảo chính Việt Nam Cộng hòa 1963 chống lại Tổng thống Ngô Đình Diệm. Đại sứ Hoa Kỳ tại Sài Gòn ông Henry Cabot Lodge Jr. từ chối gặp ông. Biết tướng Dương Văn Minh và Quân lực Việt Nam Cộng hòa có ý đồ đảo chính, Lodge bí mật đảm bảo với Tướng Minh rằng Mỹ sẽ không can thiệp. Nhân viên CIA là Lucien Conein cũng chu cấp cho các tướng Quân lực Việt Nam Cộng hòa một khoản 40.000 đô kinh phí đảo chính cùng lời hứa rằng họ sẽ không bảo vệ Ngô Đình Diệm. Ngày 1 tháng 11 năm 1963, Dương Văn Minh và các tướng lãnh phát động đảo chính. Ngày hôm đó chỉ có đội lính gác Phủ tổng thống được duy trì để bảo vệ hai anh em Ngô Đình Diệm và Ngô Đình Nhu. Các vị trí khác đã được lệnh rút đi từ trước. Các tướng gọi loa vào giục hai ông ra hàng, hứa sẽ cho sống lưu vong. Tối đó Ngô Đình Diệm cùng Ngô Đình Nhu theo đường hầm bí mật trốn ra Chợ Lớn. Sáng hôm sau hai anh em bị bắt tại Chợ Lớn. Hai ông bị tống vào khoang sau xe thiết giáp và lần lượt bị giết bằng súng sáu và lê dưới tay đại úy Nguyễn Văn Nhung trên đường đến trụ sở Bộ Tổng tham mưu Quân lực Việt Nam Cộng hòa. Ngô Đình Diệm được chôn trong mộ không tên trong nghĩa trang cạnh đại sứ quán Mỹ. Khi biết tin, Hồ Chí Minh cho hay: "Tôi khó tin nổi rằng người Mỹ lại dại thế".

## Chile 1970
Tháng 9 năm 1970, ứng cử viên Salvador Allende theo chủ nghĩa Marx được bầu làm tổng thống Chile. Tổng thống Mỹ Richard Nixon không chấp nhận việc này. Nixon dựng nên một chiến dịch chính trị chống Allende, cho người biểu tình phủ nhận kết quả cuộc bỏ phiếu, gây sức ép lên quốc hội Chile đòi công nhận Jorge Alessandri mới là người thắng. Không hiệu quả, các chiến dịch cờ giả được tung ra. Mỹ đã hơn hai mươi lần liên lạc với các sĩ quan cấp cao Chile cùng thông điệp: "Mỹ muốn một cuộc đảo chính". Mỹ đẩy mạnh chiến dịch tuyên truyền bôi nhọ Allende trên báo El Mercurio và tài trợ cho các chính trị gia đối thủ. Tháng 9 năm 1971, khi báo El Mercurio yêu cầu tăng tài trợ, Nixon cấp 700 000 đô và tuyên bố sẵn sàng cấp thêm nếu cần. Ngày 11 tháng 9 năm 1973, tướng Augusto Pinochet làm đảo chính, sát hại Allende. Peter Kornbluh, giám đốc cục Lưu trữ An ninh Quốc gia NSA, cho rằng CIA đã dùng nhiều thủ đoạn để làm suy yếu kinh tế Chile hòng tạo điều kiện đảo chính. Nhiều sử gia và nhà báo khác cũng nói đến sự tham gia của cục Tình báo Quốc phòng DIA, cơ quan đã cung cấp tên lửa dùng để ném bom dinh La Moneda.

## Ba Lan 1980
Khác chính quyền Carter, chính quyền Reagan hoàn toàn ủng hộ phong trào Solidarność (Đoàn Kết). CIA khởi động chiến dịch công chúng, cổ súy cho ý tưởng của Reagan rằng Liên Xô sắp đưa quân vào Ba Lan. Đại tá Ryszard Kukliński, sĩ quan cấp cao bộ Tham mưu Ba Lan, bí mật gửi tài liệu cho CIA.] CIA chuyển cho Đoàn Kết 2 000 000 đô mỗi năm, liên tục trong 5 năm. Việc chuyển tiền được thông qua các tổ chức thứ ba. CIA cũng không liên lạc trực tiếp với Đoàn Kết mà thông qua AFL-CIO. Quốc hội Mỹ cấp phép hoạt động cho quỹ Quyên góp Quốc gia vì Dân chủ NED. Quỹ này chuyển cho Đoàn Kết 10 triệu đô.
Tháng 12 năm 1981, chính phủ Ba Lan mở chiến dịch đàn áp Đoàn Kết. Tổ chức này không được CIA báo trước và hoàn toàn bị động. Hai giả thiết được đặt ra: một là CIA chủ quan và mất cảnh giác, hai là chính phủ Mỹ muốn nhân việc này tuyên truyền về "sự can thiệp không thể tránh bởi Liên Xô". CIA giúp Đoàn Kết tiền của, trang bị, huấn luyện. Henry Hyde, nhân viên CIA, cho biết Mỹ là: "nguồn cung cấp nhu yếu phẩm và hỗ trợ kỹ thuật về báo chí, phát thanh, phát hình, tuyên truyền, tài chính, cố vấn tổ chức".. Michael Reisman thuộc đại học Yale đã liệt kê chiến dịch Ba Lan là một trong những chương trình thay đổi chính quyền tiêu biểu thời chiến tranh lạnh của CIA. Ban đầu CIA được cấp vốn 2 000 000 đô nhưng sau khi đạt được một số hiệu quả ban đầu, kinh phí được rót thêm và đến năm 1985 CIA đã bắt rễ thành công ở Ba Lan.

## Venezuela 2002
Năm 2002, Mỹ phê duyệt kế hoạch đảo chính chính phủ Venezuela. Các quan chức cấp cao, có cả đặc phái viên khu vực Mỹ Latin Otto Reich và đồng phạm vụ Iran - contra Elliott Abrams, được giao vụ này. Pedro Carmona được chỉ định làm tổng thống tương lai. Mấy tháng trước cuộc đảo chính, Carmona liên tục ra vào Nhà trắng và chỉ dừng lại khi cách hạn chót vài tuần. Tại Nhà trắng, nhóm chủ mưu được tiếp đón bởi đặc phái viên Otto Reich, cánh tay đắc lực của tổng thống Bush ở khu vực Mỹ Latin. Quan chức chính quyền Bush thừa nhận đã thường xuyên gặp gỡ nhóm chủ mưu nhiều tuần liền trước ngày 11 tháng 4 nhưng vẫn phủ nhận việc ủng hộ vụ đảo chính. Thượng nghị sĩ Christopher Dodd yêu cầu chính phủ giải trình các hoạt động trước và trong thời gian diễn ra vụ đảo chính. Văn phòng Thanh Tra Liên Bang Mỹ tuyên bố không tìm thấy chứng cứ phạm tội nào đối với các quan chức chính phủ. Theo báo New York Times, các tài liệu của Eva Golinger, nhà hoạt động chính trị ủng hộ Chavez, "không chỉ ra được Mỹ đã hậu thuẫn cuộc đảo chính như cáo buộc bởi ông Chavez. Trái lại, tài liệu cho thấy Mỹ đã "liên tục cảnh báo rằng Mỹ sẽ không ủng hộ mọi hành động chống Chavez mà vượt khuôn khổ hiến pháp Mỹ"".